# Udumbara

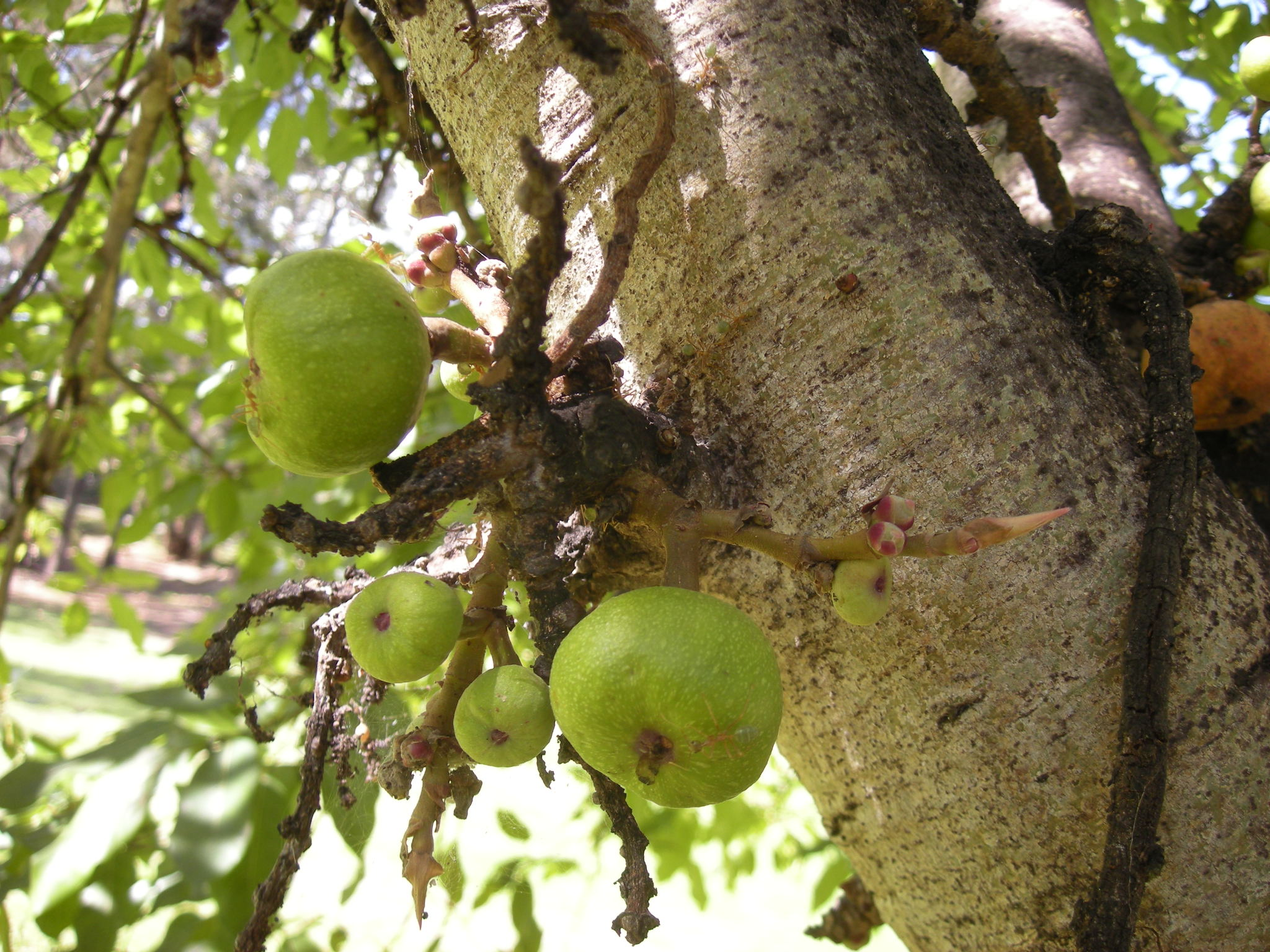
Udumbara avec pour nom scientifique ficus racemosa

Udumbara (du sanskrit) est une fleur légendaire dans la tradition bouddhique. Selon les textes du bouddhisme, Udumbara a fleuri une seule fois avant la naissance de Bouddha, et ne refleurira qu'une fois tous les 3000 ans à partir de cette date. Udumbara se réfère au Ficus racemosa.

## Source
- Pascal Médeville, « Udumbara au Cambodge », Brèves, sur tela-botanica.org, 25 février 2021 (consulté le 25 février 2021).